# 圖霍利卡

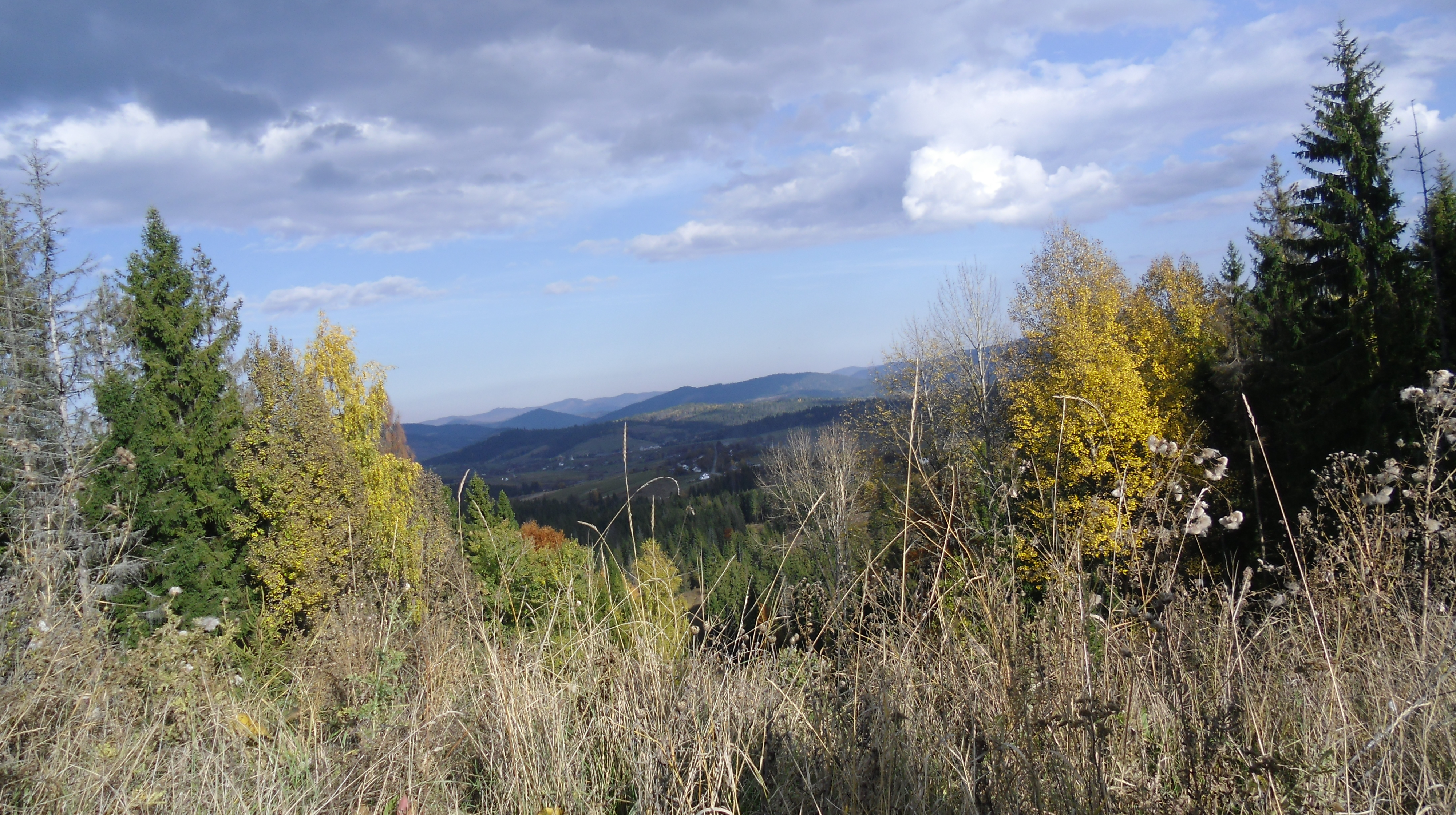

圖霍利卡（烏克蘭語：Тухолька），是烏克蘭的村落，位於該國西部利沃夫州，由斯特雷區科焦瓦市鎮負責管轄，分別距離斯科萊28公里和烏日霍羅德131公里，面積3.93平方公里，海拔高度731米。